# Sharrod Ford
Sharrod Victor Ford (Washington, 9 settembre 1982) è un ex cestista statunitense, che giocava come centro.

## Caratteristiche tecniche
Gioca nel ruolo di centro ed è dotato di grande atletismo ed ottima tecnica individuale oltre che essere un eccellente stoppatore che gli ha permesso di essere considerato uno dei migliori centri della Serie A italiana. È inoltre un ottimo rimbalzista e per due stagioni è risultato il migliore del Campionato Serie A.

## Carriera
Dopo aver frequentato la Clemson University, non è stato selezionato al draft NBA, ma ha comunque esordito nella NBA nel 2005, con la divisa dei Phoenix Suns. A gennaio del 2006, dopo aver disputato solo tre gare, ha lasciato la lega per giocare nella Development League con i Fayetteville Patriots.
Nel febbraio dello stesso anno si è trasferito in Europa, all'ALBA Berlino, squadra della Basketball-Bundesliga tedesca. È poi andato a giocare nella Serie A italiana: nel 2007-08 ha militato nella Sutor Basket Montegranaro dove ha collezionato 39 presenze con 14,2 punti e 9,8 rimbalzi per partita così da diventare uno dei migliori pivot del campionato.
Con Montegranaro conquista il quarto posto in classifica così che accede ai play-off scudetto dove viene sconfitta dall'Olimpia Milano dopo cinque gare al cardiopalma. 
Considerata la sua grande stagione in maglia giallo-blu nell'estate del 2008 viene ingaggiato dalla Virtus Bologna.
Nella stagione 2008-09 con Bologna si qualifica per i play-off scudetto arrivando al 5º posto al termine della stagione regolare in cui realizza 11,3 punti e 9,8 rimbalzi di media in 35 presenze. Nei play-off per lo scudetto Bologna viene eliminata nei quarti di finale da Treviso per 3-2.
Il 26 aprile 2009 conquista con la Virtus l'EuroChallenge contribuendo alla vittoria sullo Cholet Basket.
Nella seconda parte della stagione 2009-10 torna in Italia al Basket Club Ferrara dove gioca 16 partite realizzando 16,7 punti e catturando 9,8 rimbalzi per incontro risultando tra l'altro il miglior rimbalzista del Campionato Serie A ma alla fine della stagione Ferrara retrocede in Legadue.
Nell'estate del 2010 firma un contratto con la Sutor Montegranaro e quindi torna a vestire la maglia della squadra che lo ha lanciato nel campionato italiano.
Il 31 gennaio 2011 disputa contro la Montepaschi Siena una delle sue migliori partite nel campionato italiano con 24 punti, 17 rimbalzi e un 42 di valutazione finale dimostrando di essere uno dei centri più forti della Serie A.
Il 13 marzo 2011 non partecipa all'All-Star Game che si tiene a Milano a causa di un infortunio e viene sostituito da Vikt'or Sanik'idze.
Chiude la stagione con una media di 15,7 punti, 10,5 rimbalzi e 2,3 stoppate per gara, risultando il miglior rimbalzista e stoppatore della Serie A.
Nell'estate del 2011 firma un contratto con il Bayern Monaco; dopo soli due mesi, prima ancora di iniziare il campionato, si svincola dalla società tedesca.

## Statistiche nel Campionato Italiano
Dati aggiornati al 16 maggio 2011
| Stagione                      | Squadra                       | Competizione                  | Partite | Partite | Partite | Statistiche tiro | Statistiche tiro | Statistiche tiro | Altre statistiche | Altre statistiche | Altre statistiche | Altre statistiche | Altre statistiche |  |
| Stagione                      | Squadra                       | Competizione                  | Pres.   | Titol.  | Minuti  | Tiri da 2        | Tiri da 3        | Liberi           | Rimb.             | Assist            | Rubate            | Stopp.            | Punti             |  |
| ----------------------------- | ----------------------------- | ----------------------------- | ------- | ------- | ------- | ---------------- | ---------------- | ---------------- | ----------------- | ----------------- | ----------------- | ----------------- | ----------------- |  |
| 2007-2008                     | Premiata Montegranaro         | Serie A                       | 39      | 39      | 1179    | 221/328          | 3/13             | 103/162          | 383               | 11                | 42                | 59                | 554               |  |
| 2008-2009                     | La Fortezza Bologna           | Serie A                       | 35      | 35      | 973     | 157/274          | 2/11             | 74/122           | 328               | 18                | 55                | 60                | 394               |  |
| 2010                          | Carife Ferrara                | Serie A                       | 16      | 16      | 486     | 92/162           | 4/10             | 71/108           | 156               | 7                 | 33                | 50                | 267               |  |
| 2010-2011                     | Fabi shoes Montegranaro       | Serie A                       | 30      | 30      | 952     | 189/341          | 1/11             | 91/134           | 315               | 19                | 49                | 70                | 472               |  |
| Totale Società Sportiva Sutor | Totale Società Sportiva Sutor | Totale Società Sportiva Sutor | 69      | 69      |         |                  |                  |                  |                   |                   |                   |                   | 926               |  |
| Totale Carriera               | Totale Carriera               | Totale Carriera               | 120     | 120     |         |                  |                  | -                | -                 | -                 | -                 | -                 | 1687              |  |
| Totale carriera               |                               |                               |         |         |         |                  |                  |                  |                   |                   |                   |                   |                   |  |

## Palmarès

### Squadra
- Campionato tedesco: 1

Brose Bamberg: 2012-2013
- Supercoppa tedesca: 1

Brose Bamberg: 2012
- EuroChallenge: 1

Virtus Bologna: 2008-2009

### Individuale
- All-Eurocup Second Team: 1

Paris-Levallois: 2014-2015